# 毛苞橐吾
毛苞橐吾（学名：[Ligularia sibirica var. araneosa] 错误：{{Lang}}：文本有斜体标记（帮助））为菊科橐吾属下的一个变种。

## 扩展阅读
- 維基物種上的相關：毛苞橐吾